# Ryszard Holzer
Ryszard Ignacy Holzer (ur. 1955) – polski dziennikarz, publicysta, działacz opozycji demokratycznej w okresie PRL.

## Życiorys
Ukończył studia z zakresu filologii polskiej na Uniwersytecie Warszawskim.
W 1981 był dziennikarzem "Tygodnika Solidarność" i "Informatora Kulturalnego Solidarności". Po wprowadzeniu stanu wojennego współtworzył "Tygodnik Wojenny", współpracował też z prasą niezależną. Działał też w redakcji niezależnego pisma "PWA – Przegląd Wiadomości Agencyjnych". Pod pseudonimem Mayer Marek wydał tomik wierszy w drugoobiegowym Przedświcie, a pod własnym nazwiskiem zbiór opowiadań w Niezależnej Oficynie Wydawniczej.
Od lat 90. związany z tytułami prasowymi. Był zastępcą redaktora naczelnego "Super Expressu" oraz "Pulsu Biznesu", a także wiceszefem różnych działów w "Gazecie Wyborczej". Później podjął współpracę z "Tygodnikiem Powszechnym", został też publicystą portalu finansowego należącego do NBP. Zajął się również komentowaniem na antenie stacji telewizyjnych (TVN24, TVP Info i innych). W 2010 objął kierownictwo działu ekonomicznego tygodnika "Wprost", w 2012 przeszedł do redakcji tygodnika "Newsweek Polska".
W 2011 prezydent Bronisław Komorowski odznaczył go Krzyżem Kawalerskim Orderu Odrodzenia Polski.
Jest synem Jerzego Holzera.